# El Dara
El Dara è un villaggio degli Stati Uniti d'America, situato nello Stato dell'Illinois, nella contea di Pike.